# Biskupi Belley-Ars
Biskupi Belley-Ars – lista biskupów diecezjalnych oraz koadiutorów francuskiej diecezji Belley/Belley-Ars.

## Biskupi Belley (do 1801)
- Eudes [I] (995–1003)
- Aimone di Savoia (ok. 1034–1044)
- Gauceran (objął urząd ok. 1070)
- Ponce (1091–1116)
- Amicon (ok. 1118–1121)
- Ponce de Balmey (ok. 1124–1129)
- Berlion (brak danych – ok. 1134)
- Bernard de Portes (1134–1140)
- Guillaume [I] (1141–1160)
- Ponce de Thoire (brak danych –1162)
- Antelm (1163–1178)
- Renaud (1178–1184/1188)
- Artald OCart. (1188–1190)
- Eudes [II] (objął urząd w 1190)
- Bernard [I] (1198–1207)
- Benoit de Langres (objął urząd ok. 1208)
- Bernard de Thoire-Villars (1211–1212)
- Bonifacy de Thoire-Villars (objął urząd ok. 1213)
- Jean de Rotoire (brak danych)
- Pierre de Saint-Cassin (brak danych)
  - Bonifacy Sabaudzki (biskup elekt 1232–1243)[a]
- Bernard [II] (1244)
- Pierre (1244–1248)
- Thomas de Thorimbert (objął urząd w 1250)
- Jean de Plaisance (1255–1269)
- Bernard [III] (objął urząd ok. 1272)
- Berlion d’Amisin (ok. 1280–1282)
- Guillaume [II] (brak danych)
- Pierre de La Baume (1287–1298)
- Jean de La Baume (brak danych)
- Thomas (objął urząd ok. 1309)
- Jacques de Saint-André (objął urząd ok. 1325)
- Amédée d’Amesin (1349–1355)
- Guillaume de Martel (1356–1368)
- Edward Sabaudzki-Achajski (1371–1375)
- Nicolas de Bignes (1375–1394)
- Aimone de Séchal (1394–1395)
- Rodolphe de Bonnet (1395–1413)
- Antoine Clément OFM (1422–1427)
- Guglielmo Didier (1427–1437)
- Aimerico Segaudi CRSA (1437–1438)
- Percivallo de Balma (1438–1444)
- Pierre de Bolomier (1444–1461)
- Guillaume de Varax (1461–1462)
- Jean de Varax OSB (1462–1507)
- Claude Stavayer OCist (1508–1534)
  - Philippe de la Chambre OSB (administrator apostolski 1535–1538)
- Antoine de La Chambre (1538–1575)
- Jean-Godefroi Ginod (1575–1604)
- Jean-Pierre Camus (1609–1629)
- Jean de Passelaigue OSB (1629–1663)
- Jean-Albert Belin OSB (1665–1677)
- Pierre du Laurens OSB (1678–1705)
- François de Madot (1705–1712)
- Jean du Dousset (1712–1745)
- Jean-Antoine de Tinseau (1745–1751)
- Gabriel Cortois de Quincey (1751–1791)
- Jean-Baptiste Royer (1791–1793)
  - 1793–1801 sede vacante, w 1801 diecezja zlikwidowana

## Biskupi Belley (od 1823)
- Alexandre-Raymond Devie (1823–1852)
- Georges Chalandon (1852–1857)[b]
- Pierre-Henri Gérault de Langalerie (1857–1871)
- François-Marie-Benjamin Richard de la Vergne (1871–1875)
- Jean-Joseph Marchal (1875–1880)
- Pierre Soubiranne (1880–1887)
- Louis-Henri Luçon (1887–1906)
- François-Auguste Labeuche (1906–1910)
- Adolph Manier (1910–1929)
- Virgile-Joseph Béguin (1929–1934)
- Amédée Maisonobe (1935–1954)
- René Fourrey (1955–1975)
- René Dupanloup (1975–1986)[c]
- Guy Bagnard (1987–1988)

## Biskupi Belley-Ars
- Guy Bagnard (1988–2012)
- Pascal Roland (od 2012)